# Batalla de Tanga
La batalla de Tanga, coneguda també com la batalla de les abelles, va ser un atac sense èxit de l'Indian Expeditionary Force B (Força Expedicionària India B) britànica, sota el comandament del General major Arthur Edward Aitken, per a capturar l'Àfrica Oriental Alemanya (actual Tanzània) durant la Primera Guerra Mundial, amb el suport de la propera Força C d'invasió de Longido, en els vessants de la muntanya Kilimanjaro, el mes de novembre de 1914, durant la campanya a l'est d'Àfrica de la Primera Guerra Mundial.
Va ser el primer gran esdeveniment de la guerra de la Campanya d'Àfrica Oriental, on els britànics van ser derrotats per una força significativament menor d'àscaris alemanys i voluntaris colonials, sota el comandament del Tinent coronel Paul von Lettow-Vorbeck.

## Antecedents

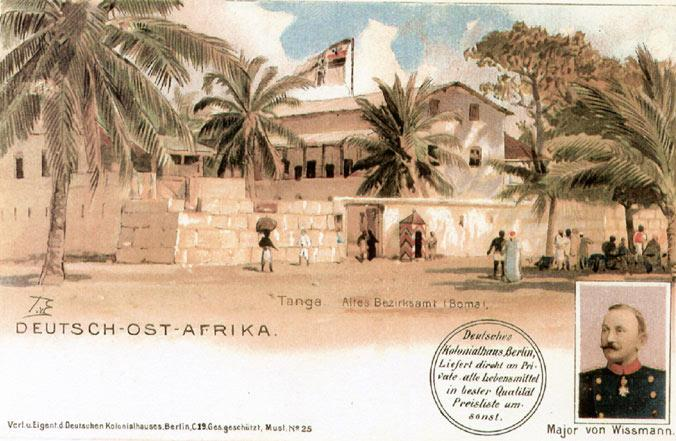
Tanga, 1914

Tanga, situada a 80 km de la frontera d'Àfrica Oriental Britànica (actual Kenya), era un port actu i l'estació terminal en l'oceà de la important Usambara Railway, que s'estenia des de Tanga fins a Neu Moshi, als peus de la muntanya Kilimanjaro.
Al principi, Tanga havia de ser bombardejada per vaixells de guerra britànics, però aquesta part del pla va ser rebutjada. Un acord garantia la neutralitat de la capital Dar es Salaam i de Tanga, però es va modificar «just per advertir als alemanys que l'acord havia finalitzat», ja que, per a capturar l'Àfrica Oriental Alemanya, els britànics havien de realitzar un atac amfibi a Tanga.
El 2 de novembre de 1914, va arribar el creuer britànic HMS Fox. El comandant de la nau, el capità Francis Wade Caulfeild, va baixar a terra i va donar a Tanga una hora per a lliurar-se i retirar la bandera imperial alemanya. Abans de marxar, va exigir saber si el port estava minat; li van dir que no ho estava però ell estava segur que li mentien. Després de tres hores, la bandera alemanya encara seguia hissada i el HMS Fox va partir per a portar el comboi de la Força B. Això va donar temps perquè la Schutztruppe i els ciutadans de Tanga es poguessin preparar per un atac. El comandant de les forces alemanyes, el tinent coronel Paul von Lettow-Emil Vorbeck, es va afanyar per a reforçar les defenses de Tanga (que inicialment era només d'una única companyia d'àscaris) amb 1.000 soldats en sis companyies portades amb ferrocarril des de Neu Moshi.

## Batalla
Durant el 2 de novembre, el capità Caulfeild va ordenar netejar el port de mines fins ben entrat l'endemà. Durant la neteja, el comandant de la Força B, Aitken, va començar el desembarcament sense oposició de les tropes i subministraments en dos grups, al port i a tres milles a l'est de la ciutat en una platja lliure de mines.

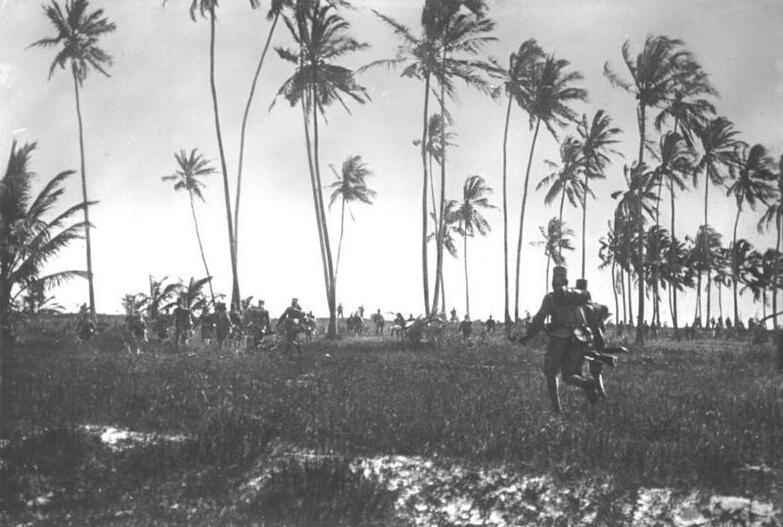
Escaramussa àscari, 1914, possiblement en Tanga

A la tarda del 3 de novembre, la força d'invasió ja era a terra, amb l'excepció de la 27th Mountain Battery (27a Bateria de Muntanya) i els Faridkot Sappers (Sapadors Faridkot).
Al migdia del 4 de novembre, Aitken va ordenar a les seves tropes de marxar sobre la ciutat. Els defensors, ben ocults, van aturar ràpidament el seu avanç. Es van produir escaramusses en la selva pel sud del contingent, i una amarga lluita pels carrers contra la força del port. Els gurkhes dels Kashmiri Rifles (Rifles del Caixmir) i el 2nd Loyal North Lancashire Regiment (2n Regiment Leal Nord Lancashire) del contingent port van fer un bon progrés; van entrar a la ciutat, van capturar la duana i l'Hotel Deutscher Kaiser, i van hissar la Union Jack. Però llavors es va aturar l'avanç. Els batallons indis mal entrenats i mal equipats de la 27th (Bangalore) Brigade (27a Brigada Bangalore) es van dispersar i de la batalla. La 98th Infantry (98a de Infanteria) va ser atacada per un eixam d'abelles furioses i es van dispersar. Les abelles també van atacar els alemanys, d'aquí el sobrenom de la batalla. La propaganda britànica va transformar l'atac de les abelles en un diabòlic pla alemany, consistent en cables trampa ocults per a agitar els ruscs. El 13th Rajputs (13è Rajputs) no va poder tenir un paper significatiu en la batalla, ja que la seva moral es va veure afectada al presenciar la retirada de la 63rd Palamcottah Light Infantry (63a Infanteria Lleugera Palamcottah).

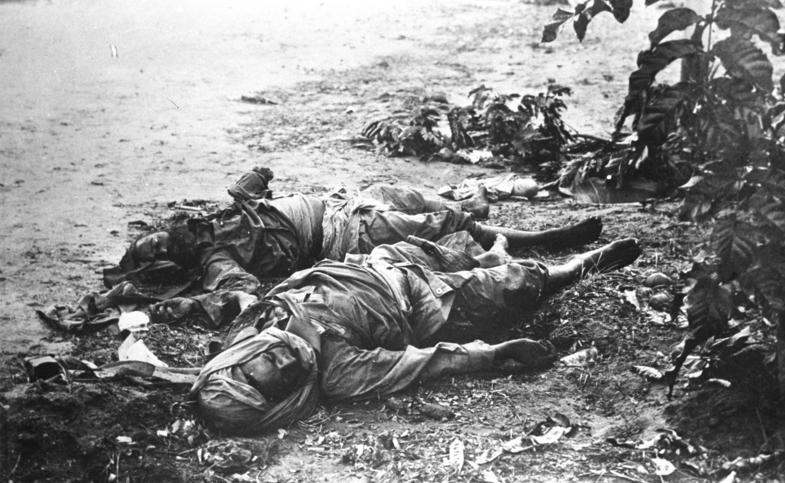
Soldats indis de la força britànica morts en la platja de Tanga

Els voluntaris colonials de la 7a i 8a companyia de la Schutztruppe van arribar amb tren per a reforçar les línies àscaris premsades. La 8a companyia, normalment muntada, va deixar els seus cavalls a Neu Moshi. Al caure la tarda del 4 de novembre, Lettow-Vorbeck va ordenar a les seves últimes reserves, la 4a i 13a companyies de campanya àscari (la 4a companyia acabava d'arribar a Tanga en tren), d'envoltar el flanc britànic i després van fer un ataca amb baioneta al llarg de tot el front, amb «tocs de corneta i crits de guerra tribals penetrants». Almenys tres batallons de la Imperial Service Infantry Brigade (Servei Imperial de la Brigada de Infanteria) van ser totalment aniquilats. Tota l'aparença d'ordre es va esvair quan es va retirar la Força B, i tot es va degenerar en una derrota total.
Degut a una sèrie d'errors per part dels cornetes i als malentesos d'un oficial en agrupar i dispersar les tropes, els àscaris es van retirar del camp de batalla fins a diversos kilòmetres a l'oest de Tanga. Tan aviat com Lettow-Vorbeck es va assabentar d'aixó, va aturar l'atac i va ordenar un replegament que no va acabar fins a la matinada. «Durant gairebé tota la nit [abans de la sortida del sol del 5 de novembre], Aitken podia haver pres Tanga. Va ser la ironia més fantàstica de la batalla».

## Conseqüències
Furiós i frustrat, Aitken va ordenar una retirada general. En la seva retirada i evacuació, que va durar fins ben entrada la nit, les tropes britàniques van deixar gairebé tot el seu equip. Lettow-Vorbeck va poder de rearmar tres companyies d'àscaris amb fusells moderns, 600.000 bales, 16 metralladores, valuosos telèfons de campanya, i suficient roba per a vestir a tota la Schutztruppe durant un any.
En el matí del 5 de novembre, l'oficial d'intel·ligència de la Força B, el capità Richard Meinertzhagen, va entrar a Tanga amb la bandera blanca portant medecines, subministraments i una carta del general Aitken demanant disculpes pels bombardejos de l'hospital. Els carrers de Tanga estaven sembrats de morts i ferits. Els metges alemanys i els seus ajudants africans van treballar incansablement i «amb molta cura per als seus pacients uniformats».
L'afortunada defensa de Tanga va ser el primer dels molts èxits de Paul von Lettow-Vorbeck durant la seva llarga campanya a l'est d'Àfrica. Però per als britànics la batalla va ser poc menys que un desastre i va ser registrada al British Official History (História Oficial Britànica) com «un dels fracassos més notables de la història militar britànica». Les víctimes van incloure 360 morts i 487 ferits al costat britànic; la Schutztruppe va perdre 16 alemanys i 55 àscaris morts, i 76 ferits en total.
Després de la batalla, els alemanys van posar en llibertat als oficials britànics que havien estat ferits o capturats després que donessin la seva paraula de no lluitar de nou durant la guerra.